# Skepta
Skepta, de son vrai nom Joseph Junior Adenuga, né le 19 septembre 1982 dans le quartier de Tottenham à Londres, est un rappeur pionnier du grime, et producteur de musique britannique originaire du Nigeria . Il est le frère du musicien J.M.E (Jamie Adenuga) et de la présentatrice radio Julie Adenuga. Il a fondé le collectif Meridian Crew, nommé en hommage à la rue où il vivait dans le quartier de Tottenham. Il a travaillé avec des artistes d’horizons divers (Blood Orange, Earl Sweatshirt, Ratking et même Idris Elba). Il sort son premier album Greatest Hits (2007) et Microphone Champion (2009) en indépendant. Son troisième album studio Doin' It Again sort en 2011, et signé par le label AATW. C’est avec son quatrième album Konnichiwa, dévoilé le 6 mai 2016, qu’il obtient son plus gros succès, et gagne le Mercury Prize.
Il déclare au Time Out Magazine : « I 'm not a rapper, I 'm an activist ». Son influence sur la culture populaire en tant qu'artiste Grime lui a permis d'apparaître sur le classement Debretts des hommes les plus influents de 2017 au Royaume-Uni.

## Carrière

### Les débuts (2005-2008)
Vétéran de la scène Grime anglaise, Skepta a construit sa carrière sur le long terme. Au début des années 2000, Skepta est d’abord reconnu pour son statut de DJ, au sein du Meridian Crew, qui se sépare en 2005. Il se fait petit à petit connaître en tant que rappeur dans le milieu underground sur les radios pirates et dans les battles de rap. Il rejoint alors le collectif londonien Roll Deep (en), qu’il quittera au bout de peu de temps pour se consacrer à ses propres projets.
En 2006, il crée le label de grime “Boy Better Know” avec son frère J.M.E (Jamie Adenuga) et son ami Wiley, et participe la même année à un clash avec MC Devilman, considéré comme l’un des plus grands clash de l’histoire de la grime. Il sort sa première mixtape, “Joseph Junior Adenuga” la même année.

### Les premiers albums (2008-2012)
Il sort alors deux albums : “Greatest Hits” et “Microphone Champion” avec son label indépendant, avant de signer en 2010 chez All Around the World. A la même époque, deux de ses titres atteignent le Top 40 anglais : Bad Boy (26ème) et Rescue Me (14ème). Il est aussi personnellement choisi par P. Diddy pour enregistrer un remix Grime du morceau Hello Good Morning. Son troisième album, “Doin’ It Again”, dans les bacs en 2011, atteint la 19ème place dans les UK Albums Chart de la même année. Toujours en 2011, il est pris dans une controverse avec la sortie du clip de son morceau All Over The House, jugé choquant.
En 2012, Skepta dévoile deux singles Hold On et Make Peace Not War : les sonorités sont plus commerciales, moins orientées grime. Les deux morceaux atteignent le Top 30 dans le UK Singles Chart, et devaient annoncer la sortie d’un album titré “The Honeymoon”. Les réactions très négatives des fans conduisent à l’annulation de la sortie de l’album, et c'est la mixtape payante “Blacklisted” qui sort à sa place à la fin de l’année.

### BlacklistedetKonnichiwa(2012-2016)
Comme il le dit dans Back Then, « Blacklisted was the game changer » (« Blacklisted a changé la donne »). Cette mixtape est un succès commercial en Angleterre ; les sons diffusés sur YouTube comptabilisent un total de plusieurs millions d'écoutes, et les retours du public sont élogieux. Il bénéficie néanmoins d'une moindre couverture médiatique, et ne parvient pas encore à percer au niveau international.
Après avoir fait profil bas en 2013, Skepta revient sur le devant de la scène avec un couplet sur le remix de German Whip, par Meridian Dan (en), et dévoile le même mois son single, That's Not Me, en featuring avec son frère JME. Il se hisse à la 21e place dans les UK Singles Charts et le clip remporte le MOBO Award de la meilleure vidéo de 2014. Lors de la remise, Skepta avait révélé que le clip ne lui avait coûté que 80 livres.
Fin 2014, Skepta dévoile un nouveau single : It Ain’t Safe, en featuring avec A$AP Bari, membre du crew d’A$AP Rocky, en partenariat avec Noisey, la branche musicale de Vice (magazine). Ce morceau est suivi par ShutDown, et un featuring sur RedEye to Paris de Flatbush Zombies. ShutDown est un succès international et peut être considéré comme le morceau qui a fait s’envoler la carrière de Skepta. Il s'agit pour l’instant son plus gros succès (plus de 34 millions de vues sur YouTube).
Il participe la même année au remix de Ojuelegba, invité avec Drake par l’artiste nigérian Wizkid. Skepta est invité pour le concert surprise de Kanye West à Londres, dans le club KOKO, en compagnie de nombreux artistes dont le Wu-Tang Clan.
Il prend aussi part au tournage du film Criminals, sorti en 2015 au Royaume-Uni. Le 14 février 2016, Skepta dévoile son clip Ladies Hit Squad, en featuring avec D Double E et l'américain A$AP Nast. Son quatrième album studio intitulé “Konnichiwa”, est annoncé pour le 6 mai 2016. Lors de sa sortie, l’album connaît un franc succès auprès de la critique et devient l’album de Grime le plus vendu de tous les temps, en se hissant à la deuxième place selon le classement UK Albums Chart. La sortie de l’album est fêtée lors d’une soirée qui a lieu à Tokyo le 5 mai 2016, retransmise en live au Boiler Room, lors de laquelle Skepta interprète l’intégralité de son album et invite des artistes de la Trap Japonaise : KOHH, Dutch Montana, Loota et DJ Riki. Fin 2016, Drake, très proche de la scène grime anglaise, signe sur le même label que Skepta,, avec qui il a déjà fait plusieurs featurings. Il est classé parmi les 50 hommes les mieux habillés de 2016 par GQ (magazine).

### Ignorance Is BlissetInsomnia(2017-présent)
Le 23 février 2017, il dévoile son nouveau clip No Security, sur lequel il assure la fonction de réalisateur adjoint. Il participe ensuite au festival de Coachella.
Skepta est en featuring sur le morceau Praise The Lord (Shine) dans l'album Testing d'A$AP Rocky sortie le 25 mai 2018.
Le 31 mai 2019, Skepta dévoile son cinquième album studio intitulé “Ignorance Is Bliss”.
Le 27 mars 2020, il publie un album dénommé “Insomnia” en collaboration avec Chip et Young Adz, membre du collectif britannique D-Block Europe.

## Discographie

### Albums studio
- 2007 : Greatest Hits
- 2009 : Microphone Champion
- 2011 : Doin' It Again
- 2016 : Konnichiwa
- 2019 : Ignorance Is Bliss

### Mixtapes
- 2006 : Joseph Junior Adenuga
- 2010 : Been There Done That
- 2011 : Community Payback
- 2012 : Blacklisted
- 2015 : The Tim Westwood Mix
- 2017 : Vicious EP

### Album en collaboration
- 2020 : Insomnia (avec Chip & Young Adz)